# ウクライナ楯状地

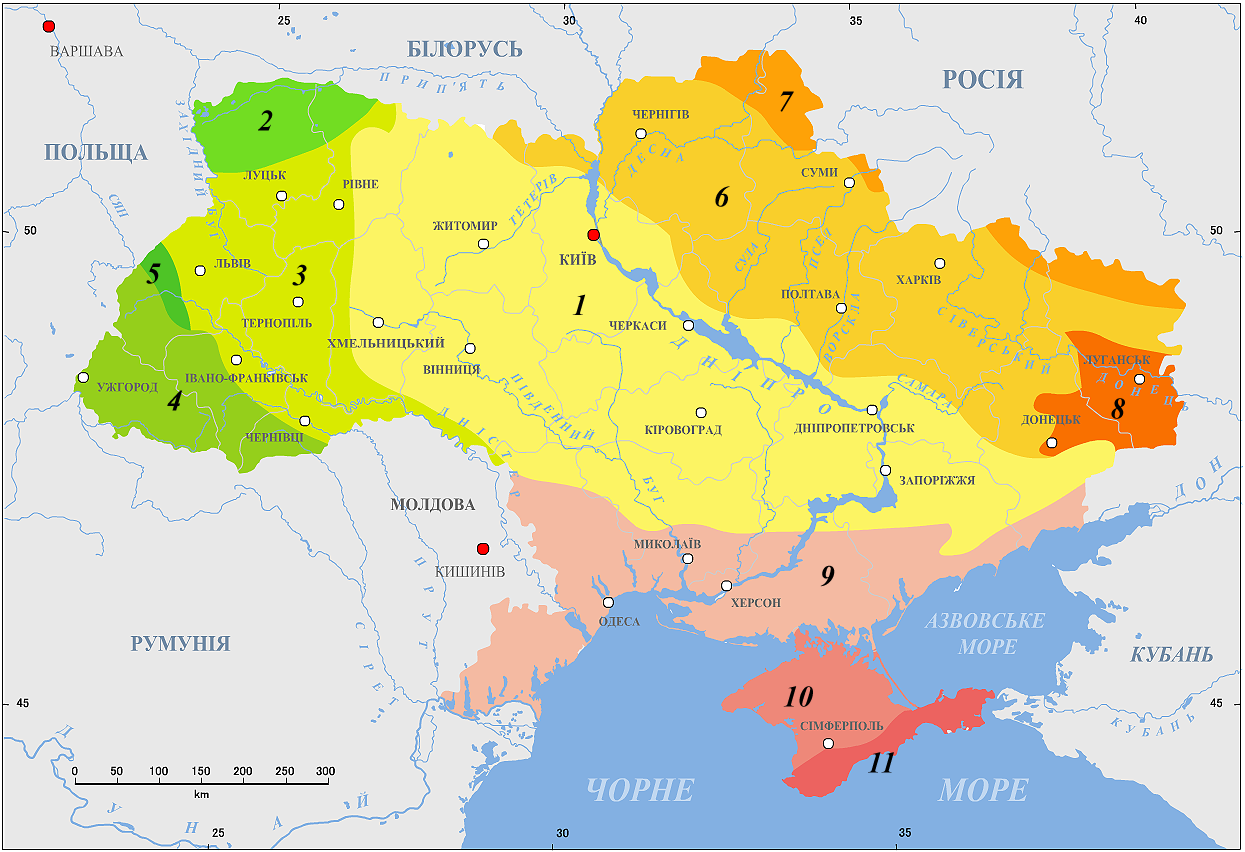
1. ウクライナ楯状地

ウクライナ楯状地（～たてじょうち；ウクライナ語：Український щит；英語：Ukrainian Shield）は、ユーラシア大陸、東ヨーロッパ・クラトンの南西部に位置する楯状地である。ウクライナの北西部(ホールニ川)から南東部(アゾフ海)までに広がる先カンブリア時代（約45億年前 - 5.4億年前）に形成された古い岩盤。長さは約1,000km、最大の広さは250km。総合面積は約256,600 km2。最大の高さは海上347ｍ（ブーフ川の上流）。花崗岩、片麻岩、珪岩、砂岩などによって形成されている。ドニプロ台地（ザポリージャ高地とも）とアゾフ台地という２のブロック（台地）に分かれている。